# Dromicodryas
Genre
Dromicodryas est un genre de serpents de la famille des Lamprophiidae. 

## Répartition
Les espèces de ce genre sont endémiques de Madagascar.

## Liste d'espèces
Selon The Reptile Database (21 déc. 2011) :
- Dromicodryas bernieri (Duméril, Bibron & Duméril, 1854)
- Dromicodryas quadrilineatus (Duméril, Bibron & Duméril, 1854)

## Publication originale
- (en) Boulenger, 1893 : Catalogue of the Snakes in the British Museum (Natural History), vol. 1, p. 1-448 (texte intégral).